# Fast Five (score)
Este artículo es sobre la banda sonora de la película. Para la película en sí, ver Fast Five. Para la otra banda de sonido que consta de canciones usadas en la película, ver Fast Five (banda sonora).
Fast Five: Original Motion Picture Score es la banda sonora de la película del mismo nombre. La música cinematográfica (en inglés "score") de la película fue compuesta por Brian Tyler. El álbum, con un total de 25 pistas, fue lanzado en CD por Varèse Sarabande con 77 minutos y 52 segundos de música.

## Lista de canciones
| N.º | Título                        | Duración |  |
| 1.  | «Fast Five»                   | 3:03     |  |
| 2.  | «The Perfect Crew»            | 2:02     |  |
| 3.  | «Cristo Redentor»             | 2:40     |  |
| 4.  | «Train Heist»                 | 8:36     |  |
| 5.  | «Remote Intel»                | 2:21     |  |
| 6.  | «Hobbs»                       | 3:01     |  |
| 7.  | «Showdown on the Rio Niteroi» | 1:37     |  |
| 8.  | «Tapping In»                  | 1:36     |  |
| 9.  | «Turning Point»               | 3:47     |  |
| 10. | «Surveillance Montage»        | 2:28     |  |
| 11. | «Enemy of My Enemy»           | 3:36     |  |
| 12. | «Tego and Rico»               | 2:51     |  |
| 13. | «Hobbs Arrives»               | 1:54     |  |
| 14. | «Convergence»                 | 5:45     |  |
| 15. | «Paradise»                    | 1:45     |  |
| 16. | «Finding the Chip»            | 1:07     |  |
| 17. | «What Time Do They Open?»     | 1:35     |  |
| 18. | «Dom Vs Hobbs»                | 3:08     |  |
| 19. | «Bus Busting»                 | 1:30     |  |
| 20. | «Cheeky Bits»                 | 2:40     |  |
| 21. | «The Job»                     | 1:37     |  |
| 22. | «Connection»                  | 4:23     |  |
| 23. | «The Vault Heist»             | 9:51     |  |
| 24. | «Full Circle»                 | 3:29     |  |
| 25. | «Fast Five Coda»              | 0:51     |  |